# Bier in Polen

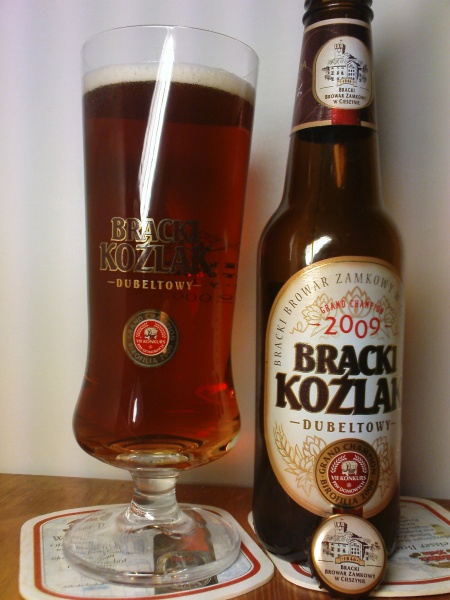
Bracki Koźlak Dubeltowy

Bier (Pools: piwo) neemt in Polen een belangrijke plaats in. Met een jaarlijkse productie van meer dan 37 miljoen hectoliter bier staat Polen op de derde plaats in Europa. Het overgrote deel van het Poolse bier wordt in eigen land gedronken. Met een bierconsumptie van 95 liter per inwoner behaalt het land de zevende plaats op de wereldranglijst.

## Geschiedenis
Polen kent een brouwgeschiedenis die teruggaat tot de middeleeuwen. De bierstijlen in het land zijn een weerspiegeling van de verschillende landen die in de loop van de geschiedenis bezit namen van het Pools grondgebied. De meeste bieren in Polen zijn blonde lagers, verder brouwen veel brouwerijen een eigen porter. Een uniek bier van Poolse origine is Grodziskie (Grätzer Bier), een bovengistend gerookt tarwebier.
Ondanks een roerig verleden bleef de brouwindustrie groeien tot het begin van de jaren 1920. Toen Polen een soevereine staat werd, nam deze groei wat af. Ten tijde van de Duitse invasie in 1939 waren er 137 actieve brouwerijen in Polen. Door de verwoestingen tijdens de oorlog bleef er nauwelijks nog een brouwerij over. In 1945 na de Tweede Wereldoorlog werden alle brouwerijen genationaliseerd, maar het duurde nog een tiental jaren vooraleer de brouwindustrie zich hersteld had. Na de val van het communisme werden de brouwerijen opnieuw privébedrijven. Sindsdien kwamen de belangrijkste bedrijven in handen van de grote brouwerijgroepen. De Deense brouwerijgroep Royal Unibrew kocht in 2005 de brouwerijgroep Brok-Strzelec S.A, die vervolgens in december verkocht werd aan de financieringsmaatschappij Van Pur S.A.. In december 2016 werden de Oost-Europese activiteiten van AB InBev (inmiddels gefuseerd met SABMiller) overgenomen door de Japanse Asahi Group Holdings voor een bedrag van 7,3 miljard euro, waaronder de merken als Tyskie, Lech (Polen), Pilsner Urquell (Tsjechië) en Dreher (Hongarije). De Poolse biermarkt wordt momenteel overheerst door drie grote brouwerijgroepen, Kompania Piwowarska (eigendom van Asahi Group Holdings), Grupa Żywiec S.A. (61% eigendom van Heineken) en Carlsberg Polska.

## Cijfers 2011
- Bierproductie: 37,573 miljoen hl
- Export: 2,081 miljoen hl
- Import: 420.000 hl
- Bierconsumptie: 36,007 miljoen hl
- Bierconsumptie per inwoner: 95 liter
- Actieve brouwerijen: 117[3]

## Brouwerijen (selectie)
- Kompania Piwowarska (eigendom van Asahi Group Holdings, grootste marktaandeel van Polen)
  - Tyskie Browary Książęce
  - Brouwerij Dojlidy
  - Lech Browary Wielkopolski
- Grupa Żywiec S.A. (61% eigendom van Heineken)
  - Browar w Żywcu
  - Browar Elbląg (EB)
  - Brouwerij Leżajsk
  - Browary Warka
  - Bracki Browar Zamkowy
  - Brouwerij Cieszyn
- Carlsberg Polska
  - Browar Okocim
  - Kasztelan Browar Sierpc S.A. 
  - Bosman Browar Szczecin S.A.
- Brouwerijgroep Ciechan
  - Browar Ciechan
  - Browar Lwówek
- Van Pur S.A. (voorheen eigendom van Royal Unibrew)
  - Brok-Strzelec S.A
  - Browar Jędrzejów
  - Browar Łomża

## Bieren (selectie)
- Bosman
- Brackie
- EB
- Harnaś
- Hevelius Kaper
- Książ
- Karmi
- Kasztelan
- Królewskie
- Kujawiak
- Lech
- Leżajsk
- Łomża
- Namysłów
- Okocim
- Piast
- Podkarpackie
- Specjal
- Strong
- Tatra
- Tyskie
- Warka
- Żubr
- Żywiec